# Медолюб-сережник західний
Медолюб-сережник західний (Anthochaera lunulata) — вид горобцеподібних птахів родини медолюбових (Meliphagidae).

## Поширення
Ендемік Австралії. Вид поширений на південному заході країни від затоки Ізраеліт на північ до міста Джералдтон. Природними середовищами проживання є субтропічні та тропічні сухі ліси та чагарники, а також плантації та міські регіони.

## Опис
Птах середнього розміру, завдовжки 27-33 см і вагою 65-78 г.

## Спосіб життя
Харчується переважно нектаром, але також їсть квіти, ягоди, насіння та комах. Сезон розмноження, зазвичай, триває з серпня по грудень, але може гнізда трапляються і в інший час року. Самиця відкладає 1-3 яєць. Інкубація триває 13 днів.